# Адель (співачка)
Аде́ль Ло́рі Блу А́дкінс (англ. Adele Laurie Blue Adkins, UK: [əˈdɛl ˈlɔːri bluː ˈadkɪnz]; відома як Аде́ль; нар. 5 травня 1988, Лондон) — англійська співачка, авторка пісень, музикантка (гітара, клавіші, барабани), продюсерка, ВІЛ/СНІД- та ЛГБТ-активістка. 
Після закінчення Лондонської школи виконавського мистецтва і технологій підписала контракт із лейблом XL Recordings. Два сингли («Chasing Pavements» і «Make You Feel My Love») із її дебютного альбому «19» увійшли в топ британського чарту, а сама платівка стала 8 разів платиновою у Великій Британії та 3 рази платиновою у США. За цю роботу Адель отримала премію «Brit Awards» та «Греммі».
Другий студійний альбом «21» співачка представила у 2011 році. Ця платівка стала комерційно найуспішнішою у 21 столітті із понад 31 мільйоном проданих копій. Альбом став 17 разів платиновим у Великій Британії та діамантовим у США. За версією часопису «Білборд», «21» є найуспішнішим альбомом в історії американських хіт-парадів, оскільки очолював Billboard 200 протягом 24 тижнів. За цю платівку Адель отримала шість нагород «Греммі» (включно з номінацією «Альбом року») та нагороду «Brit Awards» (також у головній номінації). Через успіх альбому співачка отримала численні згадки у Книзі рекордів Гіннеса.
У 2012 році Адель представила сингл «Skyfall», який став саундтреком до однойменного фільму про Джеймса Бонда. Цей саундтрек отримав премії «Оскар» та «Золотий глобус» (у номінації «За найкращу пісню до фільму»). Її третій студійний альбом «25» був представлений у 2015 році та став найбільш продаваним альбомом року, побивши рекорди продажів за перший тиждень у Великій Британії та США. «25» став другим альбомом співачки, який отримав «діамантовий» статус у США і приніс їй 5 нагород «Греммі» та чотири нагороди «Brit Awards» (включно із основними номінаціями). Сингл «Hello» із цього альбому став першою піснею у США, цифрову копію якої продали понад мільйон разів протягом першого тижня після релізу. Її четвертий студійний альбом «30», який було представлено у 2021 році, став найбільш продаваним альбомом року в усьому світі та отримав премію «Brit Awards» у номінації «Британський альбом року».
Загалом у списку нагород Адель міститься 16 нагород «Греммі» та 12 «Brit Awards». У 2011, 2012 та 2016 роках Білборд назвав її «Артисткою року». У 2012 та 2016 роках Адель отримала нагороду Айвор Новелло як автор року. Журнал «Тайм» назвав її однією із найвпливовіших людей у світі у 2012 та 2016 роках, а альбом «21» можна знайти у «Списку 500 найкращих альбомів усіх часів за версією журналу Rolling Stone».

## Раннє життя
Народилася 5 травня 1988 року в Тоттенемі.

## Кар'єра
Адель почала співати з 4 років. Називає Spice Girls та Destiny's Child серед гуртів, що вплинули на її зацікавлення музикою. Вступила до Лондонської школи виконавчого мистецтва в Кройдоні (де навчалися також Емі Вайнгауз, Леона Льюїс та Кейт Неш) і закінчила навчання в травні 2006 року. Знаковим у своєму ранньому розвитку співачка вважає виступ Pink у Brixton Academy, що його відвідала у віці близько 14 років. Через два місяці після завершення школи Адель опублікувала дві свої композиції в четвертому виданні онлайнового артжурналу «PlatformsMagazine.com».
Популярність Адель здобула після запису трьох пісень для шкільного проєкту; вона дала запис другові, який завантажив його на Myspace, де трек став дуже популярним і, врешті, став причиною дзвінка з XL Recordings. Майбутня співачка спершу сумнівалась у справжності запрошення, бо єдиною відомою їй фірмою звукозапису була Virgin Records.
22 жовтня 2007 рік на лейблі «Pacemaker Recordings» вийшов її дебютний сингл «Hometown Glory», у певному сенсі присвячений Тоттенему (північний район Лондона), який на «iTunes» був визнаний «синглом тижня», а в квітні 2008 року сингл знову потрапив до британського списку топ 40, після того, як був використаний в саундтреку серіалу «Skins». У своє перше британське турне Адель вирушила в жовтні 2007 року.
У грудні 2007 року Адель отримала «Brit Awards Critics Choice Award» (Нагорода британських критиків, вручається артисту(-ці), що ще не має альбому). Було підписано новий контракт — з XL Recordings і випущено другий сингл «Chasing Pavements», що місяць тримався на 2-ій сходинці британського хіт-параду. У січні 2008 року її дебютний альбом «19» очолив національний хіт-парад вже через тиждень після випуску і за місяць набрав 500-тисячний тираж, отримавши «платиновий» статус. У березні 2008 року Адель підписала американський контракт з Columbia Records і провела успішні гастролі США і Канадою. 20 червня 2008 року її дебютний альбом вийшов у США.
У 2010 році Адель номінована на «Греммі» («Найкраще жіноче попвиконання») за сингл «Hometown Glory» (CBS Radio). У вересні (після виконання наThe X Factor) її кавер-версія «Make You Feel My Love» Боба Ділана знову увійшла в британські чарти і піднялася до 4-го місця.
24 січня 2011 року у Великій Британії вийшов другий студійний альбом співачки «21»; американський реліз відбувся 22 лютого. Критика відзначила деякі зміни у звучанні платівки, а саме зміщення в бік кантрі музики. Альбом піднявся на перші місця хіт-парадів Великої Британії (лідирував 6 тижнів).

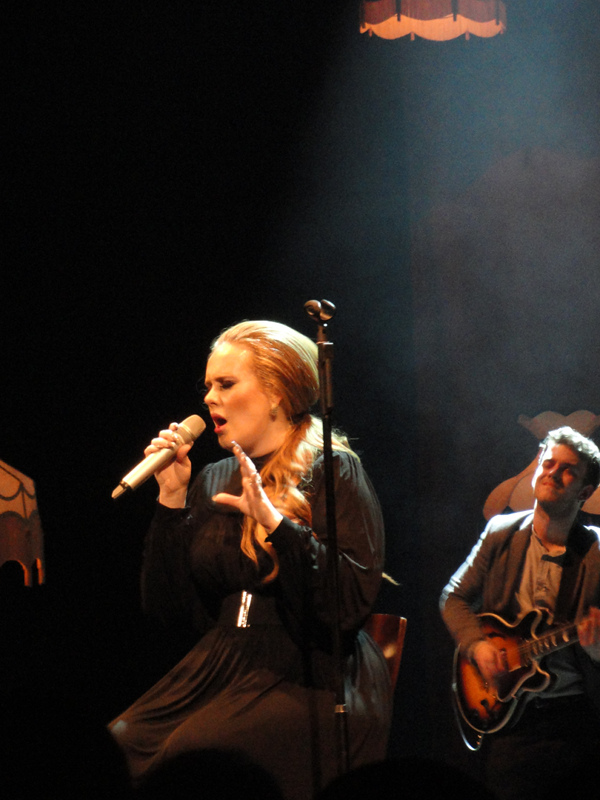
у Сієтлі 12 серпня 2011

Для популяризації альбому Адель вирушила Америкою із туром «Adele Live». У жовтні 2011 їй довелося скасувати серію концертів через кровотечу голосових зв'язок. Було оголошено, що співачка мусить зробити тривалу перерву, щоб уникнути непоправної шкоди для голосу. Вона перенесла операєацію в Массачузетській лікарні на початку листопада. Тим часом було випущено диск із записами виступів туру «Live at the Royal Albert Hall», що стартував у США із першої позиції, з рівнем продажів 96 000 копій за перший тиждень, що поставило його серед бестселерів музичних дисків 2011 року.
9 грудня Адель було названо «виконавицею року», альбом «21» — альбомом року, а пісню «Rolling in the Deep» — піснею року за версією Billboard Hot 100, в результаті чого Адель стала першою жінкою, що очолила списки в цих трьох категоріях. При цьому «Rolling in the Deep» посідала першу позицію впродовж 7 тижнів. Другий сингл (виконаний співачкою на церемонії вручення Brit Awards), «Someone Like You», вийшов на 1-ше місце в Британії. Згідно з Official Charts Company, Адель — з двома синглами і двома альбомами у відповідних перших «п'ятірках» одночасно — стала другою в історії після The Beatles (1964), кому вдалось цього досягти. 27 січня 2012 року пісня Адель «Set Fire to the Rain» стала третім її синглом, що здобув перше місце на Billboard Hot 100.
У грудні 2011 року Адель оголосила, що зробить перерву перед початком роботи над третім альбомом. Після мікрохірургічної операції на голосових зв'язках Адель вперше виступила на церемонії вручення «Греммі-2012» 12 лютого. Тоді ж вона здобула 6 нагород — усі, на які була номінована — «Альбом року», «Найкращий вокальний попальбом» («21»), «Запис року», «Пісня року», «Найкраще коротке музичне відео» («Rolling in the Deep»), «Найкращий попсоул виступ» («Someone Like You»).
2012 року Адель виконала саундтрек до чергового фільму із серії про Джеймса Бонда — Skyfall. Написаний спільно із Полом Епвортом, цей трек присвячений 50-й річниці серій про Бонда. Номінований на Золотий глобус «за найкращу оригінальну пісню». Запис пісні здійснено на Abbey Road Studios за участю оркестру з 77 інструментів. У листопаді 2015 року Адель випустила нову платівку «25», що була схвально прийнята критикою. Зокрема, журналісти порталу Inspired писали: «Наймасштабніший, найочікуваніший, найпродаваніший — так весь світ одноголосно називає новий альбом Адель. Нам залишається лише рахувати грандіозні числа продажів »25", яких музична індустрія ще не бачила".
На «Греммі-2016» виступ співачки викликав негативні відгуки, зокрема аудиторія вказувала на «жахливий звук», а організатори пояснювали це деякими труднощами з апаратурою.
У 2017 році Адель отримала «Греммі», половину нагороди віддавши своїй колезі, вагітній Бейонсе.

## Особисте життя
З 2011 року зустрічалася із Саймоном Конекі (англ. Simon Konecki, 1974 р. н.).
19 жовтня 2012 року народила від нього сина Анджело Джеймса Конекі.
У квітні 2019 пара розлучилася.
Має стосунки з 42-річним засновником Klutch Sports Group, спортивним агентом Річі Полом. У серпні 2024 року оголосила про шлюб з ним.

## Скандал
16 червня 2024 року Адель виклала в Instagram фото з концерту у Лас-Вегасі, на якому виступила в сукні від російського дизайнера Юдашкіна. На що отримала хейт від українських користувачів. 

## Дискографія

### Альбоми
- 19 (2008)
- 21 (2011)
- 25 (2015)
- 30 (2021)

### Сингли
- Hometown Glory (2007)
- Cold Shoulder (2008)
- Chasing Pavements (2008)
- Make You Feel My Love (пісня Боба Ділана) (2008)
- My Same (2008)
- Many Shades of Black (2008)
- Daydreamer (2008)
- Best For Last (2008)
- Rolling in the Deep (2010)
- Someone Like You (2011)
- Set Fire to the Rain (2011)
- Rumour Has It (2011)
- Turning Tables (2011)
- Skyfall (2012)
- Hello (2015)
- When We Were Young (2016)
- Send My Love (To Your New Lover) (2016)
- Water Under the Bridge (2016)
- «Easy on Me» (2021)

### Відеокліпи
- Someone Like You (2011)
- Rolling in the Deep (2010), режисер — Sam Brown
- Make You Feel My Love (2008), режисер — Mat Kirkby
- Hometown Glory (2008), режисер — Paul Dugdale
- Cold Shoulder (2008), режисер — Phil Griffin
- Chasing Pavements (2008), режисер — Mathew Cullen
- Hello (2015), режисер — Ксав'є Долан
- Send My Love (2016), режисер — Patrick Daughters
- Easy On Me (2021), режисер — Xavier Dolan
- Oh My God (2022), режисер — Sam Brown
- I Drink Wine (2022), режисер — Джо Талбот